# Clermain
Clermain korábbi község (település) Franciaországban, Saône-et-Loire megyében. 2019. január 1-jén Brandon és Montagny-sur-Grosne községgel egyesült és Navour-sur-Grosne új község része lett.
Lakosainak száma 231 fő (2018. január 1.). Clermain Mazille, Bergesserin, Bourgvilain, Brandon, La Chapelle-du-Mont-de-France, Sainte-Cécile és Saint-Point községekkel határos.

## Népesség
A település népességének változása:
| Lakosok száma | 235  | 226  | 233  | 229  | 231  |
|               | 2013 | 2015 | 2016 | 2017 | 2018 |